# Cathédrale de Matelica
La cathédrale de Matelica est une église catholique romaine de Matelica, en Italie. Il s'agit d'une cocathédrale du diocèse de Fabriano-Matelica.